# Marzales
Marzales é um município da Espanha na província de Valladolid, comunidade autónoma de Castela e Leão, de área 12,69 km² com população de 63 habitantes (2007) e densidade populacional de 5,04 hab/km².

## Demografia
| Variação demográfica do município entre 1991 e 2004 | Variação demográfica do município entre 1991 e 2004 | Variação demográfica do município entre 1991 e 2004 | Variação demográfica do município entre 1991 e 2004 |
| --------------------------------------------------- | --------------------------------------------------- | --------------------------------------------------- | --------------------------------------------------- |
| 1991                                                | 1996                                                | 2001                                                | 2004                                                |
| 91                                                  | 77                                                  | 62                                                  | 64                                                  |